# Apache OpenOffice Draw
Apache OpenOffice Draw (OpenOffice.org Draw hasta diciembre de 2011) es un editor de gráficos vectoriales comparable en características a CorelDRAW y es parte de la suite ofimática Apache OpenOffice. Una de sus características es la presencia de "conectores" versátiles entre figuras, disponibles en varios de estilos de línea y que facilitan la creación de organigramas.

## Soporte del formato SVG
Con la aceptación del SVG creciendo y aumentando, la habilidad de Apache OpenOffice Draw de importar y exportar al formato SVG ha llegado a ser cada vez más importante.
Actualmente, Apache OpenOffice soporta exportar al formato SVG, aunque con algunas limitaciones por ser resueltas . Sin embargo, el filtro de la importación de SVG Archivado el 16 de diciembre de 2010 en Wayback Machine., todavía está en desarrollo intensivo y requiere utilizar JRE.
Con el desarrollo y la madurez de los filtros SVG, los usuarios podrán usar Draw para editar directamente la enorme colección de muestras SVG del Open Clip Art Library, en vez de usar otro editor de SVG como Inkscape, o trabajar solamente con gráficos de bitmap.

### Documentación oficial
- Draw FAQ
- Official How-tos
- Graphics Applications Project
- User resources at OOo Wiki
- How-to: Get to Grips with OpenOffice.org Draw (PDF, free download from official How-tos)

### Recursos de terceros
- Draw Guide Libro sobre Draw del proyecto OOoAuthors.org
- OOoAuthorsES (enlace roto disponible en Internet Archive; véase el historial, la primera versión y la última). Proyecto de documentación de OpenOffice.org en español
- Sample Reference Card for OpenOffice.org Draw 2.0 made by cluesheets.com
- Guía de Draw 3.2 en Español (sitio web no oficial)

- Datos: Q41243
- Multimedia: OpenOffice.org Draw / Q41243